# Alberic de Pierpont Surmont de Volsberghe
Albéric Edouard Marie Joseph Ghislain Anatole de Pierpont Surmont de Volsberghe (Elsene, 2 december 1861 - Namêche, 28 februari 1929) was een Belgisch senator en burgemeester.

## Levensloop
Albéric was een zoon van Léon de Pierpont (1829-1890) en Clara de Spandl (1834-1865). In 1890 trouwde hij met Marie-Antoinette Surmont de Volsberghe (Ieper, 1869 - Faulx-lez-Tombes, 1957), dochter van senator Arthur Surmont de Volsberghe. Het echtpaar kreeg zes kinderen. Hij werd in 1897 in de adel opgenomen en verkreeg in 1912 aan zijn naam 'de Surmont de Volsberghe' te mogen toevoegen.
Gepromoveerd tot doctor in de rechten aan de Katholieke Universiteit Leuven, werd hij in 1895 verkozen tot gemeenteraadslid van Namêche. Het jaar daarop werd hij benoemd tot burgemeester en bekleedde dit ambt tot aan zijn dood.
Hij werd ook provincieraadslid van 1892 tot 1898.
In maart 1914 werd hij katholiek provinciaal senator voor de provincie Namen en vervulde dit mandaat tot aan zijn dood.